# История культуры
История культуры — раздел исторической науки и культурологии, в рамках которого изучаются явления и процессы, связанные с развитием и взаимодействием тех аспектов человеческой деятельности, которые так или иначе связаны с культурой. Также история культуры является социально-гуманитарной академической дисциплиной.
Предмет истории культуры — ценностный мир исторических эпох, народов, индивидов и других носителей исторического процесса.
Изучение истории культуры существует столько же, сколько и историческая наука, однако само понятие истории культуры трактуется, зачастую, по-разному. В связи со сложившейся в России традицией изучения культуры, преимущественно, искусствоведами, в рамках истории культуры зачастую преподаётся история искусств.

## Возникновение и развитие культурной истории
Впервые вопрос об определении культурной истории сформулировал немецкий историк Карл Лампрехт в 1897 году. Многие историки видят истоки дисциплины в XIX или в XVIII веках: в трудах Якоба Буркхардта или даже в работах более ранних мыслителей — Джамбаттиста Вико или Вольтера. Современный британский историк Питер Бёрк выделяет четыре этапа развития культурной истории: классический период (XIX век и первая половина XX века); изучение социальной истории искусства (с 1930-х годов); появление истории народной культуры (с 1960-х годов); «новая культурная история». Такой подход, однако, оспаривается: так, немецкий историк Уте Даниэль полагает, что не следует писать «историю культурной истории», которая является современной дисциплиной.
Как пишет П. Бёрк, для истоков науки имеет большое значение германская традиция XIX—XX веков (Kulturgeschichte), оказавшая влияние на всё последующее развитие дисциплины, в особенности на американских исследователей; хотя в последние полвека её вклад в науку уменьшился. Немецкий термин Kulturgeschichte является сложным словом, в котором Kultur (культура) находится в атрибутивной позиции по отношению к определяемому слову — Geschichte (история). В германской традиции термин Kultur был довольно двусмысленным и отражал историческую ситуацию. Германские интеллектуалы рубежа XIX—XX веков противопоставляли духовную и моральную Kultur поверхностно и утилитаристской англо-французской цивилизации, основанной на деньгах и моде. Тем не менее, именно термин цивилизация в английском и других языках можно рассматривать как наиболее близкий эквивалент немецкому слову Kultur.
К классическому периоду условно можно отнести работы Якоба Буркхардта («Цивилизация Возрождения в Италии», 1860), Йохана Хёйзинга («Осень Средневековья», 1919) и Дж. М. Янга ("Викторианская Англия, 1936). Классические историки изучали историю искусства, литературы, философии, науки, пытались понять «дух времени» той или иной эпохи . Так, Буркхардт на обширном материале искал «непреходящие, постоянные и типичные» элементы культуры, находя в эпохе Возрождения индивидуализм, самосознание, состязательность и т. д. Концепция Буркхардта на долгие годы стала образцовым изображением итальянского Ренессанса, хотя и подвергалось впоследствии яростной критике; в центре его подхода был тезис о «развитии индивида» в эпоху Возрождения, что имплицитно заставляло рассматривать Средневековье как период коллективных идентичностей и образов жизни. Критик и в то же время последователь Буркхардта Йохан Хейзинга полагал, что Возрождение было кардинально отличным от Средневековья. Он считал задачей историка находить те или иные «культурные образцы» в литературе и искусстве конкретной исторической эпохи (изучая «темы», «символы», «формы поведения», «чувства»; например, рыцарственность, страх смерти, любовь или война).
Последователь Буркхардта немецкий историк Аби Варбург изучал культурные схемы (например, человеческие жесты). Схожим образом Эрнст-Роберт Курциус анализировал риторические топосы в литературе (метафоры, пейзажи и т. д.) Идеи Варбурга были развиты Эрнестом Гомбрихом в более поздней книге «Искусство и иллюзия» (1960) и группой учёных, занимавшихся историей символов (Эрнст Кассирер) и историей искусства (Эрвин Панофски, Эдгар Винд и др.) Так, Э. Панофски в классическом исследовании «Смысл и толкование изобразительного искусства» (1932) интерпретировал визуальные образы, вводя различие между иконографией (частная интерпретация) и иконологией (интерпретация какой-либо культуры в более широком смысле). В других своих работах Панофски обнаруживал связь между разными культурными областями, например, между готикой в архитектуре и философией схоластов, и называл эту связь «ментальной привычкой». В первой половине XX века большую роль в развитии культурной истории сыграли труды социологов — работа Макса Вебера «Протестантская этика и дух капитализма» (1904) и книга Норберта Элиаса «Процесс цивилизации» (1939). Вебер пытался объяснить экономические изменения сквозь призму культуры, обращая внимание на ценности протестантизма. Позже Н. Элиас, следуя Веберу, Фрейду и Хейзинге, в исторических изменениях столового этикета видел усиление контроля над эмоциями, самоконтроля у европейской аристократии; эти процессы связывались с управленческой централизацией. Сам Элиас считал предметом своих исследований «цивилизацию» как «поверхность человеческого существования», в противоположность «глубинам человеческого духа».
В США и во Франции в первой половине XX века употреблялось в основном понятие «цивилизация»; в США наиболее распространены были исследования по «истории идей», как и в Великобритании, где развивалось историческое литературоведение. Позже американцы стали называть себя «культурными историками», а британские учёные использовали понятие «социальная антропология». Среди немногих работ по культурной истории можно назвать, например, «Создание Европы» (1932) К. Доусона или «Постижение истории» А. Тойнби (1934—1961). В первой половине XX века на британскую науку существенное влияние оказали левые эмигранты из Центральной Европы, члены Будапештского кружка Дьердя Лукача, — социологи Карл Маннгейм и Арнольд Хаузер, историк искусства Фредерик Антал. Так, для Ф. Антала культура «отражала» общество; он находил отражение буржуазных взглядов в искусстве Возрождения (учениками Антала были историки Фрэнсис Клингендер, Энтони Блант, Джон Бергер). Марксист А. Хаузер более жестко соотносил культуру с классовыми противоречиями и экономикой. В Великобритании в марксистских и близких к марксизму подходах в 1960-е годы произошло переоткрытие истории «народной культуры». Одной из первых работ было исследование Эрика Хобсбаума «Сцена джаза» (1959), в котором джаз рассматривался в широком социальном, экономическом и политическом контексте. Большое влияние на историков имела работа Эдварда П. Томпсона «Формирование английского рабочего класса» (1963); Томпсон анализировал не только социально-экономические условия, но и ритуалы, символы, чувства в жизни бедняков. Вначале изучение истории народной культуры в основном ограничивалось англоязычными странами, однако затем исследования Томпсона и его последователей сблизились с подходами французских учёных школы Анналов (Жак Ле Гофф и др.).
Во французской традиции термин «культурная история» («histoire culturelle») долгое время не был известен. Вместо него французские историки использовали понятия «коллективные ментальности», «социальное воображаемое» (наряду с более общим «цивилизация», в изучении которых добились больших успехов (разные поколения школы Анналов, от Люсьена Февра и Марка Блока до Эмманюэля Ле Руа Ладюри и Жака Ле Гоффа) и материальной культуры (Фернан Бродель). Тем не менее, в настоящее время такие французские историки, как Роже Шартье и другие, считают себя культурными историками.

## Проблематика культурной истории. Методологические проблемы
С XIX века предмет изучения культурной истории существенно расширился, что, в свою очередь, привело к некоторому размыванию его границ. Прежде всего, необходимо отметить различие между «историей культуры» и «культурной историей». История культуры рассматривает культуру как предмет исследования, разграничивая её, например, от политики или экономики. Культурная история занимается изучением исторических объектов (событий, тем и т. д.) и не имеет четких границ исследуемых областей; поэтому культурная история является одним из возможных подходов к истории в целом. Вместе с тем, у учёных нет единства в отношении предмета культурной истории и её отличительных черт, поскольку превращение «истории культуры» в «культурную историю» само по себе исторично; не все историки признают употребление прилагательного «культурный» в названии дисциплины. Так, французская энциклопедия Univeralis, в русле национальной научной традиции, относит к предмету культурной истории коллективные представления, свойственные тому или иному обществу. Составляющие культуру представления разделяются всеми членами той или иной социальной группы, поэтому являются социальными феноменами и, в отличие от социальной истории, рассматриваются прежде всего как символические. Внимание к символической области и интерпретациям является характерно для всех учёных, занимающихся культурной историей.
Среди историков имеются разногласия по методам исследований. Одни, как, например, в XIX веке Якоб Буркхардт, придерживаются интуитивного метода. Некоторые ученые используют количественные методики. Часть историков считает, что необходимо находить смысл, другая часть ученых исследует практики и представления. С точки зрения одних, историю нужно должным образом описывать; по мнению других, культурная история является таким же повествованием, как и история политическая.
Серьёзной методологической проблемой культурной истории является интерпретация источников. Классики дисциплины считали, что суждения историков могут быть достоверными, а источники — точными и беспристрастными. Противопоставляя культурную историю политической истории, Якоб Буркхардт писал:

Культурная история же, напротив, обладает высшей степенью точности, поскольку состоит по большей части из материала, переданного письменными источниками и материальными памятниками непреднамеренным, незаинтересованным образом или даже невольно.
С другой стороны, источники прошлого — тексты, образы, картины — могут быть пристрастными и идеологизированными, созданными, чтобы побуждать к тем или иным действиям. Методы таких историков конца XIX — начала XX века, как Якоб Буркхардт или Йохан Хейзинга, критиковались за излишний субъективизм, поскольку на их описания той или иной эпохи влияли личные впечатления. Одним из возможных решений проблемы субъективизма является так называемая «серийная история», в рамках которой источники анализируются хронологически. Серийный подход, возникший в 1960-е годы во Франции, используется во многих направлениях культурной истории, с его помощью изучается, например, распространение грамотности или количество изданных книг, исследуются исторические документы (завещания, уставы и т. д.), рассматривается динамика изменений религиозных образов и т. д. Другим методом является «контент-анализ», способ изучения текста или группы текстов, выявляющий частоту употребления тех или иных слов. Слабостью контент-анализа является дескриптивность и механистичность: при использовании количественных методов трудно учитывать семантическое разнообразие и переходить к тематическим обобщениям.
Традиционные подходы в культурной истории подвергались критике со стороны историков-марксистов. Они считали, что, во-первых, культура оказывается вне связей с экономической и социальной сферами; во-вторых, классики дисциплины не учитывали роль конфликтов и представляли культуру однородным явлением. С этой точки зрения, классический подход не мог описать культурные противоречия между социальными классами, различия между полами, поколениями, «временными зонами». Различные социальные классы живут в разных временах, — писал марксист Эрнст Блох в 1930-е годы. Вместе с тем, и марксистский подход имеет недостатки, поскольку содержит в себе парадокс: марксизм вынужден изучать то, что в его теории рассматривается как «надстройка». Одним из вариантов решения было понятие «культурной гегемонии», разработанное Антонио Грамши и привлекшее внимание ряда ученых. Такой подход позволял лучше исследовать отношения между социальными классами, однако и он смог решить марксистские проблемы: с одной стороны, марксизм лишается своей специфики; с другой стороны, отказ от холизма ограничивает работу исследователя изучением фрагментов культуры.
Недостатком методологий классических авторов (Буркхардт), а также марксистских историков, можно считать гегельянские установки, то есть допущение о «духе времени» (Zeitgest) той или иной эпохи. Наиболее известна критика Эрнста Гомбриха, который в 1967 году раскритиковал Буркхардта и его последователей. Гомбрих утверждал, что они в конечном счете зависели от гегелевской философии истории, в которой нет места упадку, а есть логическое развитие Духа, проявляющего себя в различных формах.

## Периодизация истории культуры
Общепринятая историческая периодизация истории культуры:
- Первобытная культура (до 4 тыс. до н. э.);
- Культура Древнего мира (4 тыс. до н. э. — V в. н. э.);
- Культура Средних веков (V—XIV вв.);
- Культура Возрождения или Ренессанса (XIV—XVI вв.);
- Культура Нового Времени (к. XVI—XIX вв.);
- Культура Новейшего Времени (к. XIX — наст. время).

## Комментарии
1. ↑  В германскую традицию входит, например, датская традиция.
2. ↑  Хорошим примером может быть перевод на английский классической работы Якоба Буркхардта об итальянском Ренессансе: Kultur в названии была переведена как Civilization.
3. ↑  Впервые «народную культуру» — сказки, танцы, ремесла и т.д. — открыли в Германии в конце XVIII века, однако тогда история народной культуры осталась за рамками академической науки.
4. ↑  Второй аргумент ярко выразил Эдвард П. Томпсон, который высказал мнение, что само использование термина «культура» игнорирует социальные различия и приводит к необоснованному холизму.